# Orde van de Vlaamse Leeuw

De leeuw op de vlag van Vlaanderen.

De Orde van de Vlaamse Leeuw is een Vlaamse vereniging, opgericht in 1971 onder voorzitterschap van Piet Blomme en secretaris Dries Caluwaerts, met als voornaamste doelstelling het uitreiken van een ereteken dat eveneens "Orde van de Vlaamse Leeuw" wordt genoemd.
De vereniging reikt het ereteken uit ter erkenning van verdiensten in verband met:
- een consequente en kordate houding in de sociale en culturele ontvoogding van de Vlaamse gemeenschap;
- prestaties die de integratie van de Nederlanden bevorderen;
- acties en initiatieven met het oog op de uitstraling van de Nederlandse taal en cultuur.

De onderscheiding kreeg de naam "Orde" maar het gaat om een zilveren plaquette die niet, zoals een ridderorde, op de borst of om de hals kan worden gedragen.
Sedert 1998 wordt de Orde voorgezeten en uitgereikt door prof. Matthias Storme. Sedert 2002 wordt de uitreiking georganiseerd in samenwerking met de vereniging Vlaanderen-Europa.

## Gelauwerden
Deze Orde werd aan de volgende personen uitgereikt:
- 1971 Ernest Soens, burgemeester van Strombeek-Bever, voor zijn verzet tegen de uitbreiding van de taalfaciliteiten.
- 1972 Jozef Deleu, stichter van de tijdschriften "Ons Erfdeel" en "Septentrion"
- 1974 Gaston Durnez, als initiatiefnemer en redacteur van de Encyclopedie van de Vlaamse Beweging.
- 1976 Joris Sevenants, wegens de sociaal-culturele vereniging Band voor Vlamingen en Nederlanders in Wallonië
- 1977 Aloïs Gerlo, eerste rector van de Vrije Universiteit Brussel
- 1978 Mark Grammens wegens zijn uitgave De Nieuwe
- 1980 Jozef Van Overstraeten, stichter van de Vlaamse Toeristenbond, tegenhanger van de toen nog Frans-gedomineerde Touring-club
- 1981 Arie Willemsen wegens zijn beschrijving van de geschiedenis van de Vlaamse Beweging en zijn bijdragen aan het tijdschrift Wetenschappelijke Tijdingen
- 1983 Jan Briers, stichter van de Basilicaconcerten, het latere Festival van Vlaanderen
- 1984 Lodewijk P.A. Campo, ondernemer
- 1986 Ludo Simons, prof. em. aan de Universiteit Antwerpen
- 1988 Marc Platel, journalist bij de (toen) BRT, oud-hoofdredacteur van Het Belang van Limburg
- 1989 R.H. Marijnissen, kunstcriticus
- 1991 Willy Penninckx, wegens zijn uitdragen van het Standaardnederlands in de gids "Correct taalgebruik" en als hoofd van de Nederlandse taaldienst van de Europese Unie
- 1992 Jeroen Brouwers, romancier, auteur van onder meer "Vlaamse Leeuwen"
- 1995 Manu Ruys, (voormalig) hoofdredacteur van De Standaard.
- 1998 Ludo Abicht, filosoof
- 2000 Kees Middelhoff, jarenlang "correspondent" in Nederland voor de toenmalige BRT.
- 2001 Jari Demeulemeester, directeur van de "Ancienne Belgique" in Brussel
- 2002 Harold Van de Perre, kunstenaar
- 2003 Hubert van Herreweghen, dichter
- 2005 Leo Peeters en de "De burgemeesters" van Halle-Vilvoorde
- 2006 Remi Vermeiren, voorzitter van de Denkgroep "In de Warande"
- 2007 Herman Suykerbuyk, (voormalig) burgemeester van Essen en ondervoorzitter van het Vlaams Parlement
- 2008 Frans-Jos Verdoodt, medestichter en afgevaardigd bestuurder van het ADVN
- 2009 Eric Ponette, voorzitter Vereniging Vlaamse Professoren Leuven (1984-1990), Verbond der Vlaamse Academici (1990-1996), Vlaams Geneeskundigenverbond (1996-2002, Overlegcentrum van Vlaamse Verenigingen (2002-2004), en Aktiekomitee Vlaamse Sociale Zekerheid.
- 2010 Luc Van den Brande, oud minister-president van Vlaanderen
- 2011 Jean-Pierre Rondas, programmamaker, literair criticus, publicist
- 2012 Richard Celis, oud-voorzitter Algemeen Nederlands Zangverbond, oprichter Vlaanderen-Europa
- 2013 Axel Buyse, Permanent vertegenwoordiger Vlaamse Regering bij Europese Unie
- 2014 Nelly Maes, voorzitter Vlaams Vredesinstituut
- 2015 Rik Van Cauwelaert, journalist[1]
- 2016 Louis Vos en Lieve Gevers, historici
- 2017 Jan Verroken, gewezen volksvertegenwoordiger
- 2018 Johan Laeremans, activist in de Vlaamse Rand
- 2019 Bart Maddens, politicoloog
- 2020 E.H. Cyriel Moeyaert, oud-voorzitter van het Komitee voor Frans-Vlaanderen[2]
- 2021 Romain Vanlandschoot, historicus van de Vlaamse Beweging
- 2022 Jürgen Constandt, Voorzitter Vlaams en Neutraal Ziekenfonds
- 2023 Frank Judo